# Lama di Laterza
A Lama di Laterza egy folyó Olaszország Puglia régiójának déli részén. Difesella mellett ered, majd Sant'Andrea Grande mellett a Lama di Castellanetával egyesülve a Lato néven folyik tovább. Legfontosabb mellékfolyója a Gravina di Laterza.